# Delos V. Smith Jr.
Pour les articles homonymes, voir Smith.
Delos V. Smith Jr., né le 2 juin 1906 à  Hutchinson au Kansas et mort le 30 septembre 1997 dans la même ville, est un acteur américain.

## Biographie
Delos V. Smith Jr. faisait partie du club Phi Beta Kappa de l'université du Kansas.
Son premier film est Goodbye Columbus dans lequel il joue Mr. Scapelle.
Quelques années plus tard il obtient le rôle de Scanlon dans Vol au-dessus d'un nid de coucou de Miloš Forman. Il joue ensuite dans Transamerica Express et En route pour la gloire de Hal Ashby. 
Il a créé une maison pour les citoyens âgés qui porte son nom à Hutchinson, dans le Kansas. À son décès il a légué la somme de 20 millions de dollars à cette maison pour financer des projets en faveur des personnes âgées.

## Filmographie

### Cinéma
- 1966 : The Three Sisters de Paul Bogart
- 1969 : Goodbye Columbus de Larry Peerce : Mr. Scapelle
- 1975 : Vol au-dessus d'un nid de coucou de Miloš Forman : Scanlon
- 1976 : Transamerica Express de Arthur Hiller : Burt
- 1976 : En route pour la gloire de Hal Ashby : le propriétaire de la station de gaz
- 1977 : The Pack de Robert Clouse : McMinnimee
- 1978 : Un ennemi du peuple de George Schaefer
- 1978 : Sgt. Pepper's Lonely Hearts Club Band de Michael Schultz : Old Lonely Hearts Club Band
- 1979 : Hard Knocks de David Worth
- 1987 : Night Screams de Allen Plone : Dr. Tyler

### Télévision
Séries télévisées
- 1976 : Kojak, saison 4, épisode 4 : Semmelman
- 1976 : Emergency!, saison 6, épisode 5  : Greg
- 1977 : Rosetti and Ryan, saison 1, épisode 0  : Prospecteur
- 1978 : The Next Step Beyond, épisode The Legacy
- 1978 : Sergent Anderson, saison 4, épisode 19
- 1978 : James at 15, saison 1, épisode 20
- 1978 : WKRP in Cincinnati, saison 1, épisode 2 : Mr. Milker
- 1979 : Studs Lonigan

Téléfilms
- 1977 : The Strange Possession of Mrs. Oliver de Gordon Hessler : Flowerman
- 1977 : Scott Joplin de Jeremy Kagan : Wallis
- 1980 : Brave New World de Burt Brinckerhoff